# آرثر بيلي
آرثر بيلي (بالإنجليزية: Arthur Bailey)‏ (و. القرن 19 – القرن 20 م) هو مجدف كندي، شارك في التجديف في الألعاب الأولمبية الصيفية 1904 – رجال ثمانية ‏.

## روابط خارجية
- آرثر بيلي على موقع الاتحاد الدولي للتجديف (الإنجليزية)
- آرثر بيلي على موقع أوليمبيديا (الإنجليزية)